# Andrena langadensis
Andrena langadensis är en biart som beskrevs av Warncke 1965. Andrena langadensis ingår i släktet sandbin, och familjen grävbin. Inga underarter finns listade i Catalogue of Life.